# Nikołaj Fiodorow (funkcjonariusz)
Nikołaj Nikołajewicz Fiodorow (ros. Николай Николаевич Фёдоров, ur. 1900 w Tomsku, zm. 4 lutego 1940) – funkcjonariusz radzieckich organów bezpieczeństwa, kombrig.

## Życiorys
Od czerwca 1915 do listopada 1917 służył w rosyjskiej armii, od listopada 1917 do maja 1918 sekretarz odpowiedzialny i pomocnik dowódcy oddziału Tomskiego Związku Frontowców i Robotników, od maja 1918 w RKP(b). Od maja do listopada 1918 w gubernialnym zarządzie akcyjnym w Tomsku, w listopadzie 1918 aresztowany, w lutym 1919 zwolniony. Od lipca do listopada 1919 w armii adm. Kołczaka, od listopada 1929 do lipca 1924 sekretarz, pomocnik komisarza wojskowego 2 Syberyjskich Artyleryjskich Kursów Dowódczych/6 Syberyjskiej Szkoły Artyleryjskiej Armii Czerwonej, komisarz polityczny Tomskiego Instytutu Politechnicznego. Od lipca 1924 do września 1925 pomocnik szefa krymskiej kawaleryjskiej szkoły Armii Czerwonej ds. politycznych, od września 1925 do lipca 1926 słuchacz Wojskowo-Pedagogicznej Szkoły Armii Czerwonej, od lipca 1926 do listopada 1927 p.o. pomocnika inspektora, komisarz wojskowy szkoły młodszych dowódców, p.o. pełnomocnika Zarządu Ochrony Pogranicznej i Wojsk Pełnomocnego Przedstawicielstwa Głównego Zarządu Bezpieczeństwa Państwowego w Środkowej Azji. Od listopada 1927 do maja 1930 pomocnik komendanta Specjalnej Komendantury Pogranicznej ds. działu tajno-operacyjnego w Karakale, od maja do września 1930 komendant Specjalnej Komendantury Pogranicznej w Osz i zastępca szefa okręgowego oddziału GPU w Osz, od września 1930 do lutego 1933 szef oddziału operacyjnego, III oddziału Wydziału I Zarządu Ochrony Pogranicznej i Wojsk Pełnomocnego Przedstawicielstwa Głównego Zarządu Bezpieczeństwa Państwowego w Środkowej Azji, od lutego do września 1933 szef oddziału operacyjnego Zarządu Ochrony Pogranicznej i Wojsk Pełnomocnego Przedstawicielstwa Głównego Zarządu Bezpieczeństwa Państwowego w Kazachstanie. Od września 1933 do maja 1934 szef 49 Pogranicznego Oddziału Głównego Zarządu Bezpieczeństwa Państwowego, od maja 1934 do marca 1935 szef 50 Oddziału Pogranicznego OGPU/NKWD, od marca 1935 do lipca 1937 szef 6 Pogranicznego Oddziału OGPU w Oranienbaumie, 3 kwietnia 1936 mianowany pułkownikiem. Od 20 lipca 1937 do 26 lutego 1938 szef Zarządu NKWD obwodu odeskiego, od 17 listopada 1937 kombryg, od 26 lutego do 28 marca 1938 szef Zarządu NKWD obwodu kijowskiego, od 28 marca do 28 maja 1938 szef Wydziału IV Zarządu II NKWD ZSRR. W kwietniu-maju 1938 zastępca szefa Zarządu II NKWD ZSRR, od 20 kwietnia do 28 maja 1938 tymczasowy p.o. szefa Zarządu II NKWD ZSRR. Od 28 maja do 29 września 1938 szef Zarządu II NKWD ZSRR, od 29 września do 20 listopada 1938 szef Wydziału IV Głównego Zarządu Bezpieczeństwa Państwowego. Deputowany do Rady Najwyższej ZSRR I kadencji. 
20 listopada 1938 aresztowany, następnie skazany na śmierć i rozstrzelany.

## Odznaczenia
- Order Lenina (19 grudnia 1937)
- Order Czerwonego Sztandaru (25 listopada 1934; order nr 267)
- Order Czerwonego Sztandaru Pracy Uzbeckiej SRR
- Medal jubileuszowy „XX lat Robotniczo-Chłopskiej Armii Czerwonej” (22 lutego 1938)
- Odznaka "Honorowy Pracownik Czeki/GPU (XV)" (1933)